# آرا پوغوسیان
آرا پوغوسیان (ارمنی: Արա Պողոսյան؛ زادهٔ ۲۸ اکتبر ۲۰۰۲) وزنه‌بردار مرد اهل ارمنستان است که در مسابقات قهرمانی وزنه‌برداری نوجوانان اروپا در مجموع در برندهٔ ۱ مدال طلا، ۲ مدال نقره و برندهٔ ۲ مدال برنز شده‌است.

## نتایج مهم
| سال                                | مکان                               | وزن                                | یک ضرب (کیلوگرم)                   | یک ضرب (کیلوگرم)                   | یک ضرب (کیلوگرم)                   | یک ضرب (کیلوگرم)                   | یک ضرب (کیلوگرم)                   | دوضرب (کیلوگرم)                    | دوضرب (کیلوگرم)                    | دوضرب (کیلوگرم)                    | دوضرب (کیلوگرم)                    | دوضرب (کیلوگرم)                    | مجموع                              | رتبه                               |
| سال                                | مکان                               | وزن                                | ۱                                  | ۲                                  | ۳                                  | نتیجه                              | رتبه                               | ۱                                  | ۲                                  | ۳                                  | نتیجه                              | رتبه                               | مجموع                              | رتبه                               |
| قهرمانی نوجوانان (زیر ۱۷سال) اروپا | قهرمانی نوجوانان (زیر ۱۷سال) اروپا | قهرمانی نوجوانان (زیر ۱۷سال) اروپا | قهرمانی نوجوانان (زیر ۱۷سال) اروپا | قهرمانی نوجوانان (زیر ۱۷سال) اروپا | قهرمانی نوجوانان (زیر ۱۷سال) اروپا | قهرمانی نوجوانان (زیر ۱۷سال) اروپا | قهرمانی نوجوانان (زیر ۱۷سال) اروپا | قهرمانی نوجوانان (زیر ۱۷سال) اروپا | قهرمانی نوجوانان (زیر ۱۷سال) اروپا | قهرمانی نوجوانان (زیر ۱۷سال) اروپا | قهرمانی نوجوانان (زیر ۱۷سال) اروپا | قهرمانی نوجوانان (زیر ۱۷سال) اروپا | قهرمانی نوجوانان (زیر ۱۷سال) اروپا | قهرمانی نوجوانان (زیر ۱۷سال) اروپا |
| ---------------------------------- | ---------------------------------- | ---------------------------------- | ---------------------------------- | ---------------------------------- | ---------------------------------- | ---------------------------------- | ---------------------------------- | ---------------------------------- | ---------------------------------- | ---------------------------------- | ---------------------------------- | ---------------------------------- | ---------------------------------- | ---------------------------------- |
| ۲۰۱۹                               | ایلات، اسرائیل                     | ۶۱ ک‌گ                              | ۱۱۲                                | ۱۱۶                                | ۱۱۸                                | ۱۱۸                                | ۲                                  | ۱۴۲                                | ۱۴۷                                | ۱۴۷                                | ۱۴۲                                | ۳                                  | ۲۶۰                                | [ ۱ ]                              |
| قهرمانی نوجوانان (زیر ۱۵سال) اروپا |                                    |                                    |                                    |                                    |                                    |                                    |                                    |                                    |                                    |                                    |                                    |                                    |                                    |                                    |
| ۲۰۱۷                               | پریشتینا، کوزوو                    | ک‌گ                                 | ۷۵                                 | ۷۵                                 | ۸۱                                 | ۸۱                                 | ۲                                  | ۹۵                                 | ۱۰۲                                | ۱۰۵                                | ۱۰۵                                | ۱                                  | ۱۸۶                                | [ ۲ ] [ ۳ ] [ ۴ ]                  |